# Banished (computerspel)
Banished (Engels voor: "Verbannen") is een indie-simulatiespel uit 2014, ontwikkeld en uitgegeven door Shining Rock Software, een eenmansstudio van Luke Hodorowicz. Het verhaal van het spel is gecentreerd rond een verbannen groep mensen die samen, als geïsoleerde gemeenschap, een stad moet bouwen om te overleven. Hierbij wordt van de speler verwacht dat deze zich richt op zorgvuldige omgang met grondstoffen. 
Het spel deed mee aan het Independent Games Festival dat plaatsvond in San Francisco, tussen 17 en 21 maart 2014.
Op 19 september 2018 maakte Hodorowicz bekend bezig te zijn met het ontwikkelen van een opvolger voor het spel.

## Gameplay
De speler moet met een kleine groep mensen een vestiging bouwen waarin voldoende grondstoffen aanwezig zijn om de stad en haar inwoners te onderhouden. Hodorowicz: "the townspeople of Banished are your primary resource. They are born, grow older, work, have children of their own and eventually die. Keeping them healthy, happy and well-fed are essential to making your town grow." ("De burgers zijn in Banished de voornaamste hulpbron. Ze worden geboren, worden ouder, werken, krijgen zelf kinderen en gaan uiteindelijk dood. Het is essentieel voor het laten groeien van je stad om ze gezond, gelukkig en goed gevoed te houden.")
Deze mensen zijn niet door de speler direct te besturen. In plaats daarvan markeert de speler welke taken uitgevoerd moeten worden (de constructie van een gebouw, het kappen van bomen, het weghakken van steen, etc.) waarna de burgers dit uit eigen beweging uitvoeren. Burgers kunnen ook niet rechtstreeks een beroep toegewezen krijgen. In plaats daarvan past de speler het aantal mensen met een bepaald beroep aan, waarna het spel de onderverdeling maakt.
De burgers moeten gevoed worden. Het voedsel hiervoor is te verzamelen op meerdere manieren. Men kan bijvoorbeeld gewassen verbouwen op velden of fruit en noten op boomgaarden. Deze gewassen moeten voor het vallen van de winter geoogst worden, anders zullen ze kapotvriezen. Men kan jachthuizen of een verzamelaarshut bouwen. Deze moeten in een ruim stuk bos staan; het voedsel dat ze verzamelen komt namelijk alleen voor in het bos. Er kan een vissershut gebouwd worden aan de oever van een rivier of een meer. De hut moet wel ver genoeg van de andere vissershutten af staan, anders zal de opbrengst lager zijn. Er kan ook een weide aangelegd worden waar vee graast. Dit vee moet, evenals de zaden voor de boomgaarden en de velden, eerst worden gekocht van handelaars die bij de handelspost aanmeren. Van dit vee is één dier per soort al genoeg om een kudde van te fokken. Al het voedsel wordt verzameld bij een voedselschuur waar burgers het zelf ophalen en meenemen naar hun huizen.
De gewassen op de velden en het fruit en de noten op de boomgaarden zijn vatbaar voor kou, dus een vroeg invallende winter kan de opbrengst van een oogst sterk verminderen. Daar staat tegenover dat voor jagers en verzamelaars volwassen bebossing nodig is.
De basisgrondstoffen die men op het land kan vinden kunnen verder verwerkt worden tot allerhande spullen, waaronder brandhout, waarmee woonhuizen warm gehouden worden in de winter, en werktuigen, waarmee de arbeiders sneller kunnen werken. Ook gebouwen worden met deze basisgrondstoffen of verwerkte grondstoffen gebouwd.

## Ontwikkeling
De ontwikkeling van het spel begon in augustus 2011 en is vrijwel volledig gedaan door Luke Hodorowicz, op de muziek na; die is geschreven door Joseph Hodorowicz. Luke Hodorowicz ontwikkelde het spel onder de bedrijfsnaam Shining Rock Software. Het spel is geprogrammeerd in C++ en de engine is speciaal gemaakt voor een zombie shooter. Het spel werd echter gerecycled en de engine werd gebruikt voor Banished, omdat Hodorowicz niet tevreden was met het resultaat van het originele spel. Banished is uitgegeven in een 32 bitversie en een 64 bitversie. Er zijn tevens versies voor DirectX 9 en 11. De eerste versies zijn exclusief uitgebracht voor Windows, maar Hodorowicz verklaarde later te gaan onderzoeken of releases voor OS X en Linux tot de mogelijkheden behoren. Dit werd echter bemoeilijkt door de ander soort code die deze OS's gebruikte, en zag hier uiteindelijk van af. 

## Publicatie
| Recensiescore       | Recensiescore |
| Recensieverzamelaar | Score         |
| ------------------- | ------------- |
| GameRankings        | 72.89%        |
| Metacritic          | 73/100        |
| Publicist           | Score         |
| Game Informer       | 8,25/10       |
| Gamer.nl            | 7,5/10        |
| GameSpot            | 5/10          |
| IGN                 | 8,3/10        |
| PC Gamer (VS)       | 70%           |

Op 23 oktober 2013 kondigde Hodorowicz aan dat het spel eind 2013 uitgebracht zou worden en dat in de nabije toekomst een definitieve datum voor de release zou worden meegedeeld. Op 9 januari 2014 kondigde hij aan dat Banished op 18 februari dat jaar te downloaden zou zijn.
Het spel is te downloaden via Steam, Good Old Games, Humble Bundle en via de website van de uitgever.

### Ontvangst
Banished is met gemengde gevoelens ontvangen door critici. Metacritic, een site die recensies van verschillende populaire critici combineert en daar een cijfer van 1 tot 100 uit berekent, gaf het spel een eindoordeel van 73, met als commentaar: "gemengde of gemiddelde beoordelingen", gebaseerd op 31 verschillende recensies. GameRankings, een site die werkt met dezelfde formule, geeft het artikel een scorepercentage van 72,89, gebaseerd op 19 recensies.
Rowan Kaiser, recensent voor IGN, looft het spel onder andere om zijn "transparante, complexe systemische interacties", maar zegt dat het spel een gebrek heeft aan langetermijndoelen, zoals een campaign-modus.

## Systeemeisen
In de onderstaande tabel staan de minimale systeemeisen. Deze hebben alleen betrekking op Windows; andere besturingssystemen worden niet door het spel ondersteund.